# Ayano Shimizu
Ayano Shimizu (清水 綾乃 Shimizu Ayano?,  born 11 April 1998) (清水 綾乃, Shimizu Ayano, nacida 11 de abril de 1998) es una jugadora de tenis japonésa.
Shimizu tiene un mejor ranking de sencillos WTA  de 177, conseguido en septiembre de 2018. También tiene una mejor ranking de dobles de 145, conseguido en octubre de 2018. 
Hasta la fecha, Shimizu ha ganado 5 títulos individuales y 6 dobles del circuito ITF.